# Joe Marsala

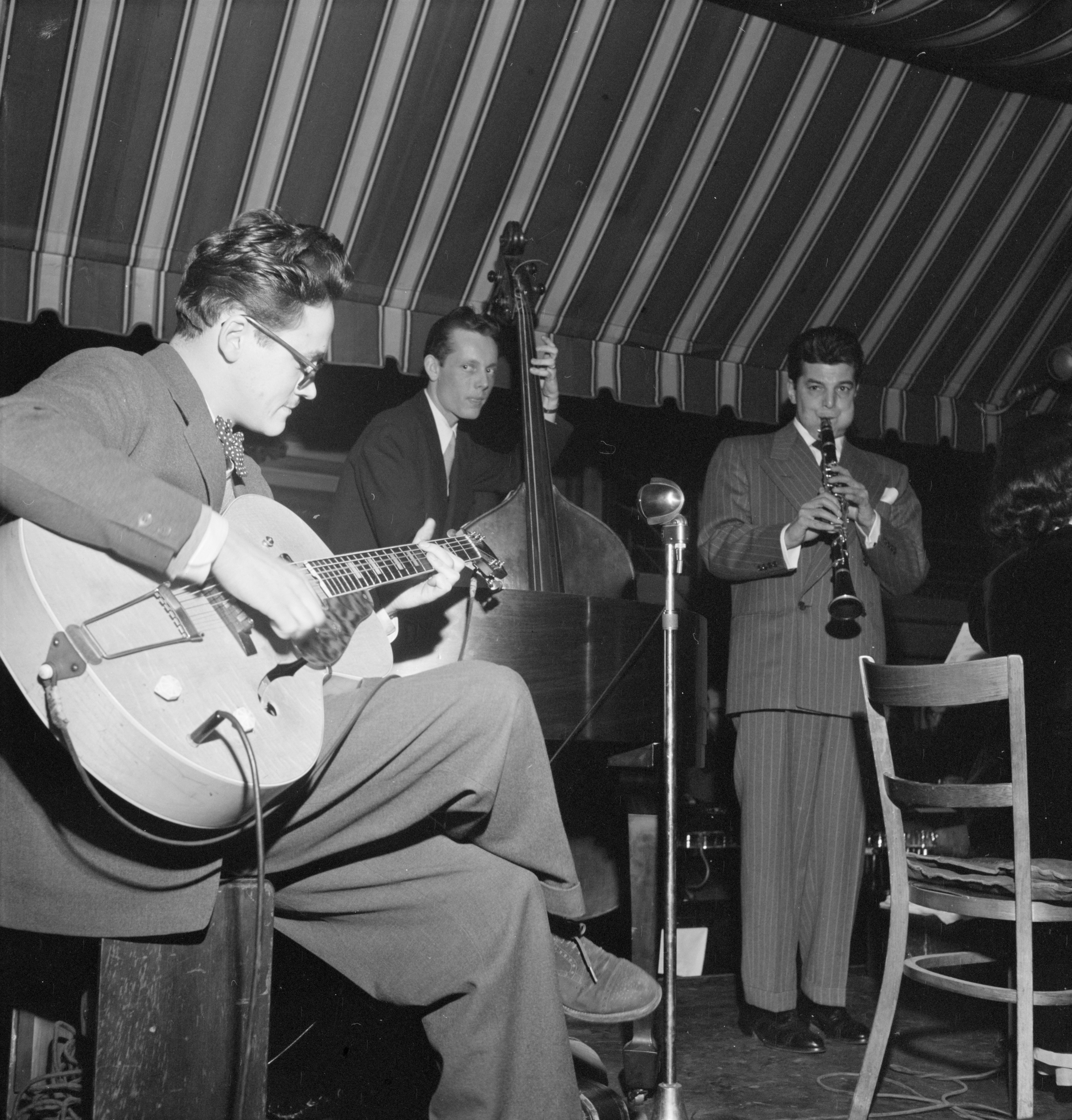
Toots Thielemans (links) und Joe Marsala (rechts), ca. 1947. Fotografie von William P. Gottlieb.

Joseph Francis „Joe“ Marsala (* 4. Januar 1907 in Chicago, Illinois; † 4. März 1978 in Santa Barbara (Kalifornien)) war ein US-amerikanischer Jazz-Klarinettist, Saxophonist (Alt, Tenor), Big-Band-Leader und Liedkomponist des Oldtime Jazz und Swing.

## Leben und Wirken
Marsala brachte sich selbst das Saxophonspiel bei, studierte aber Klarinette bei einem klassischen Musiker. Teilweise mit seinem Bruder Marty, einem Schlagzeuger und Trompeter, spielte er in Tanzhallen und Speakeasies in Chicago (zeitweise war er auch Mitglied der „Territory Band“ von Harold West). 1929 und 1933 spielte er bei Wingy Manone und zeitweise auch bei Ben Pollack. 1935 zog er nach New York, wo er mit Manone im „Hickory House“ in der 52nd Street spielte. Nach Manones Weggang nach Chicago 1936 spielte er dort mit seinem eigenen „Joe Marsala Orchestra“ (auch „Joe und Adele Girard-Marsala Orchestra“), das er mit seiner Frau, der Harfenistin Adele Girard (1913–1993, Heirat 1937), mit Unterbrechungen bis 1948 führte. Ihre Band-Erkennungsmelodie war Singing the Blues.
Leonard Feather schrieb, dass sie bei ihren Jamsessions sonntags im Hickory House Ende der 1930er Jahre mehr zur Überwindung der Rassenschranken in Jazz-Bands beitrugen als zur selben Zeit Benny Goodman. 1945 nahm er auch mit Dizzy Gillespie auf. Von der Marsala-Band existieren Aufnahmen von 1939 bis 1942 (z. B. Decca 1941). Marsala nahm zu dieser Zeit auch unter dem Namen „Joe Marsala and his Delta Four“, „Joe Marsala and his Chosen Seven“ und „Joe Marsala and his Chicagoans“ auf. Zur Band gehörten anfangs Eddie Condon, Joe Bushkin und Red Allen. Zeitweise spielten auch Buddy Rich, Shelly Manne (der 1940 für Dave Tough kam), der Gitarrist Carmen Mastren, Marty Marsala (als Trompeter), Bobby Hackett, Roy Eldridge und Max Kaminsky im zeitweise zur Bigband erweiterten Orchester. 1945 entstanden Sextett-Aufnahmen für Black & White und Musicraft Records.
Ab dem Ende der Bigband-Ära um 1945 verringerten sich die Auftrittsmöglichkeiten; von 1949 bis 1953 lebte Marsala in Colorado. In Aspen schrieb er ein Musical, das auch in Denver aufgeführt wurde. 1954 kehrte er nach New York zurück und gründete einen Musikverlag Beatrice Music. Er schrieb Lieder u. a. für Frank Sinatra und Patti Page. Zu seinen Hits zählen „Little Sir Echo“ (das er auch in seiner Big Band mit seiner Frau sang), „Don´t Cry Joe“ (für Sinatra), „And so to sleep again“ (für Patti Page). Ende der 1960er Jahre spielte er wieder mit seiner Frau Adele Girard (an der Harfe und am Klavier) in Clubs.

## Lexigraphische Einträge
- Carlo Bohländer, Karl Heinz Holler: Reclams Jazzführer (= Reclams Universalbibliothek. Nr. 10185/10196). Reclam, Stuttgart 1970, ISBN 3-15-010185-9.
- Ian Carr, Digby Fairweather, Brian Priestley: Rough Guide Jazz. Der ultimative Führer zur Jazzmusik. 1700 Künstler und Bands von den Anfängen bis heute. Metzler, Stuttgart/Weimar 1999, ISBN 3-476-01584-X.
- Leonard Feather, Ira Gitler: The Biographical Encyclopedia of Jazz. Oxford University Press, New York 1999, ISBN 0-19-532000-X.